# Сепаратизм в России
Сепаратизм в России — стремление к отделению регионов и народов России. Существует множество политических движений, которые выступают или выступали за отделение и независимость ряда субъектов Российской Федерации.
Подобные движения стали особо активными после распада СССР. Самым известным примером сепаратизма является Чеченская Республика Ичкерия, чья независимость в итоге привела к военному конфликту, по итогам которого Чечня снова стала субъектом Российской Федерации. Иные сепаратистские движения не были столь радикальными, однако в разное время имели определённое влияние на общественное сознание граждан.

## Причины сепаратизма

### Этнические и религиозные причины
- Пантюркизм и панмонголизм — идеологии, возникшие в начале XX века. Консолидирующий фактор для тюркских народов и монгольских народов, а также для бурят, калмыков и народов тунгусо-маньчжурской группы.
- Финно-угорский национализм — считает финно-угорские народы имеющими право на земли на всей северной половине европейской части России и в Западной Сибири.

Эти причины носят преимущественно светский характер и не отрицают конституционных основ Российской Федерации, за исключением выраженных сепаратистских намерений.
- Новые религиозные секты — неоязычники могут представлять угрозу только как дополнительный фактор обострения ситуации в случае общей дестабилизации.
- Русский фашизм — ультранационалистические русские организации, зачастую восхваляющие немецкий нацизм, проповедующий идеи расовой чистоты и белого превосходства, а также антисемитизм, исламофобию, мигрантофобию, радикальные течения христианской церкви и шовинизм, хоть и ставят перед собой цель достижения единой и неделимой России, тем не менее лишь ускоряют центробежные силы в государстве, поскольку в силу своей идеологии и своего отношения к иным кореным народами России и конфессиям помимо русских и православных (часто пытаясь ставить ситуацию так, что в интересах же иных народов РФ поддерживать руссификацию) лишь больше увеличивает количество межнациональных и межрелигиозных конфликтов[1].
- Ваххабизм — распространен в Москве, на Северном Кавказе, в Татарстане и Башкортостане. Одна из самых больших угроз безопасности в этих регионах[2].

### Другие причины
- Стремление к большей автономии из-за конфликта между региональными элитами и центральной властью — стало особенно распространённым после распада СССР.
- Экономическая зависимость и изоляция — географически и экономически изолированные приарктические регионы и Дальний восток часто требуют большей автономии, изоляция позволяет местному населению сохранять или развивать собственную культуру[3].

Стоит заметить, что многие обвиненные в сепаратизме на самом деле либо обсуждали идеи о возможной независимости того или иного региона без призывов к насилию, либо занимались распространением культуры коренных народов.

## Областнические и регионалистские движения
Областнические движения в России — регионалистские движения, первые представители которых появились во второй половине XIX века. Эти движения утверждают, что их регионы являются самобытными и специфическими в развитии, выражают недовольство политикой федерального центра по многим направлениям, пытаются защитить свою региональную идентичность и выступают за децентрализацию страны и автономию регионов. На протяжении истории России было множество попыток или идей о расширении автономии субъектов и децентрализации. В эпоху перестройки и после распада СССР в России часто предлагались эти идеи и рассматривалась более федеративная модель, где была бы расширена автономия субъектов. В России существовало и существует несколько областнических и регионалистских движений:

### Сибирь
Сибирское областничество — движение, возникшее во второй половине XIX века под влиянием умеренного народничества. В центре данной идеи лежит то, что Сибирь является самобытным регионом и в нём давно сформировалась региональная идентичность. Изначально выступали за революционную борьбу с самодержавием и за демократические свободы. Позже главной целью стало провозглашение сибирской автономии в составе России, что фактически свершилось в годы гражданской войны в Сибирской республике. В сентябре 1993 года во время конституционного кризиса в России, сибирские губернаторы и депутаты потребовали проведения одновременных президентских и парламентских выборов. Они также объявили о создании нового субъекта федерации России — Сибирской республики — и заявили, что, если их требования не будут выполнены, они прекратят вывоз всех ресурсов и уплату налогов в федеральный центр. В 1997 году сибирские депутаты и губернаторы создали новую политическую партию, которая защищала интересы сибирских и дальневосточных регионов и призывала к большей автономии, их конечной целью была победа на президентских выборах.
В настоящее время сибирский регионализм остаётся актуальным, но регионалисты, как исторически сложилось, не обсуждают какое-либо окончательное отделение Сибири от России и так же выступают за автономию региона от федерального центра.

### Урал
Уральское областничество — общественное движение, отстаивающее идеи автономии Урала в составе российского федеративного государства. Идея автономии зародилась во второй половине XIX века и впервые нашла практическое применение во Временном областном правительстве Урала в годы гражданской войны. Идеи уральского областничества также были популярны в 90-х годах, в 1991 году в Свердловске был начат выпуск журнала «Уральский областник», который рассматривал уральское областничество. По инициативе Эдуарда Росселя в 1993 году была создана Уральская республика — кратковременный самопровозглашённый субъект.

### Дальний Восток
Дальневосточный автономизм — неоформленная в полной мере идея об автономии Дальнего Востока от федерального центра по тем или иным причинам, без необходимости выстраивания новой идентичности. За основу берёт опыт Дальневосточной Республики. В 2021 году самым больший регионалистическим движением являлось «Движение за Дальневосточную республику».

### Поволжье
Поволжский регионализм — движение на Поволжье, выступающее за укрепление региональной власти и местного самоуправления в противовес централизованному устройству России. Поволжские регионалисты как можно полнее характеризуют Поволжье, как важный для России регион и утверждают, что укрепление местной экономики и органов управления может способствовать не раздроблению, а единению российского государства.
Поморье
В 90-е годы существовали идеи о Поморье, в качестве субъекта РФ. Сейчас существуют движения, которые хотят создания автономии в границах Архангельской области (некоторые движения также включают Мурманскую область, Ненецкий автономный округ и Республику Коми).
По мнению некоторых российских политологов, эти движения спонсируются Норвегией для дестабилизации российских позиций в Арктике.
Во время Шиевских протестов 2018—2020 годов лозунги «Поморье — не помойка» и «Нет московскому мусору» были популярны не только среди регионалистских групп, но и среди населения в целом. Однако журналист из Архангельска Дмитрий Секушин заявил, что протестующие не использовали официальный флаг Архангельской области из-за возможных обвинений в сепаратизме.
В 2013 г. поморский правозащитник Иван Мосеев, глава главной поморской регионалистической и краеведческой организации «Поморское возрождение», работавший в университете САФУ в Архангельске, был обвинен в разжигании ненависти к этническим русским за свой комментарий в Интернете. Он был внесен в российский список террористов и экстремистов. В 2022 году ЕСПЧ признал дело нарушением свободы слова и присудил ему выплату в размере 8800 евро.

### Калининградская область
Балтийская республиканская партия — партия, действующая с 1 декабря 1993 года. Ставила своей целью повышение статуса Калининградской области в составе России хотя бы до автономной республики с перспективой выхода из состава РФ. 3 декабря 2003 года партия была распущена, поскольку её устав противоречил Конституции Российской Федерации. Попытки восстановить партию путём жалоб в ЕСПЧ не увенчались успехом. Формальным правопреемником партии является Калининградское региональное общественное движение «Республика».

### Ленинградская область и Санкт-Петербург
Ингерманландский регионализм — движение, появившееся в 90-х годах в Ленинградской области и Санкт-Петербурге. Общий принцип ингерманландских областников — объединение Санкт-Петербурга и Ленинградской области в один субъект федерации, придание ему республиканского статуса под историческим именем Ингрия (Ингерманландия). Выступают за обеспечение достойного уровня жизни, демократии, выборности всех ветвей власти, соблюдение региональных интересов. Относительную популярность эта концепция приобрела в 1996 году с созданием Движения за автономию Петербурга и движение «Независимый Петербург». В нынешнее время ингерманландские регионалисты воздерживаются от официальной регистрации своего движения, но предпочитают существовать в сетевом формате.

### Карелия
С 2014 по 2019 год так же в Карелии существовала организация карельских регионалистов — Республиканское движение Карелии.

## Этнический сепаратизм
Российская Федерация включает в себя множество этносов. В 13 из 85 субъектах РФ доля русских в населении составляет менее 50 %.

### Кавказ
Одной из главных проблем региона остается сепаратизм. По мнению чеченского публициста Руслана Мартагова, в рамках нынешней политики Кремля на Северном Кавказе эту проблему решить невозможно, поскольку активные сепаратистские настроения «порождаются бездарной, провокационной политикой Кремля».
Сепаратистское движение на российском Северном Кавказе имеет богатую историю (включая существовавшие или пытавшиеся стать независимыми государства как отдельных народов и этнических групп, так и нескольких народов) и до 2016 года действовало под знаменем террористической организации Кавказский эмират.

### Дагестан
Современный дагестанский сепаратизм зародился в 80-х и 90-х годах, когда среди жителей регионов стал набирать популярность радикальный ислам. Дагестанский сепаратизм может означать идею независимого единого Дагестана или разрозненных независимых государств, таких как Агулистан, Авария, Лезгистан, Дарго, Лакистан, Рутулстан и Табарасанстан. Некоторые из этих сепаратистских движений были представлены в ОННН. Дагестанский сепаратизм начал набирать силу в 2006 году после того, как Дагестан стал президентской республикой, вместо 14 выборных представителей (по одному от каждой из основных этнических групп). В 2014 году титул Президента Республики Дагестан был изменён на Глава Республики Дагестан.

### Северная Осетия
Сепаратизм начал свое развитие после 1980-х годов. После создания независимого государства осетин Южная Осетия 20 сентября 1990 года и принятие постановления о признании Республики Южная Осетия Верховным советом Северной Осетии 6 марта 1993 года, на территориях где проживают осетины началось развитие ирредентических настроений.

### Ингушетия
Ингушский сепаратизм и национализм усилился после распада Советского Союза из-за того, что границы между Чечней, Северной Осетией и Ингушетией не были точно определены.
В 2023 году был создан Комитет ингушской независимости — организация, состоящая из ингушских мигрантов в Турции, главной целью которой является обретение независимости Ингушетии от России. Комитет является участником Форума свободных народов пост-России.

### Черкесия
Черкесский национализм в России вызван тем, что российское правительство пытается игнорировать черкесский вопрос. Российское правительство до сих пор не признало геноцид черкесов и отказывается признавать черкесов коренным народом Черноморского побережья, особенно этот вопрос стал обсуждаться во время Олимпийских игр 2014 года, которые проходили в бывшем черкесском городе Сочи. Черкесы в России и за рубежом протестовали против проведения игр из-за игнорирования исторической подоплеки города, но они были проигнорированы российским правительством. Черкесы также не признаны одним из коренных народов Краснодарского края. Были также попытки интегрировать Республику Адыгея в Краснодарский край. С 2014 года черкесский сепаратизм и национализм пошли на убыль, но по-прежнему представляют угрозу стабильности на юге России.

### Чечня
Чеченская Республика Ичкерия — непризнанное государственное образование, существовавшее после распада СССР на части территории бывшей Чечено-Ингушской АССР. Подверглось расформированию во время Чеченских конфликтов.
В 2022 Украина признала Чечню «временно оккупированной территорией», также существует Правительство Ичкерии в изгнании. В настоящее время чеченские добровольцы воюют на стороне украинской армии.

## Идеи единого Кавказа

### Кавказский эмират
Кавказский эмират был радикальным движением за создание исламского государства на территории Северо-Кавказского федерального округа. Группа действовала с 2007 по 2015 год, когда большая часть оставшихся сил присоединилась к Исламскому государству.

### Конфедерация
Конфедерация горских народов Кавказа (или Конфедерация народов Кавказа) — проект государства в границах кавказских республик России, Южной Осетии и Абхазии. Основное движение сепаратистов — Конфедерация народов Кавказа, военизированная организация, воевавшая в Чечне, Абхазии и Южной Осетии. Организация прекратила свою деятельность после того, как в 2002 году был убит её лидер Юсуп Сосламбеков.
Одним из главных сторонников новой конфедерации, в которую входят только российские республики, является чеченское правительство в изгнании, но эта идея была отвергнута другими движениями, такими как Комитет независимости Ингушетии.

## УралиПоволжье
Как и на Кавказе, у региона богатая история сепаратизма. Во всех республиках активно действует сепаратистское движение. Так же, как и на Кавказе, история поволжского сепаратизма восходит к царской эпохе и многим национальным восстаниям.

### Башкортостан

#### Конец 1980-х и 1990-е годы
Современный башкирский сепаратизм начал своё развитие в конце 1980-х и 1990-е годы. В условиях политики гласности, когда была разрешена независимая политическая деятельность, башкирскими активистами были созданы башкирские общественные организации и движения. В это время были созданы организации, движения и партии разной направленности.

#### Современный сепаратизм
Активное развитие башкирский сепаратизм приобрёл после вторжения России в Украину в 2022 году. Ранее созданный Башкирского национального политического центра («БНПЦ», «БашНацПолит»), который до начала войны рассматривал возможность переучреждения федеративных отношений между Республикой Башкортостан и Россией на горизонтальном уровне, стал безоговорочно поддерживать независимость республики. Организация развила идею становления независимости и создала проект независимой республики.
В сентябре 2022 года был создан Комитет башкирского сопротивления, партизанской организации, организовавшей некоторое количество диверсий против правительственных учреждений, военкоматов и полицейских участков. На опубликованных комитетом фотографиях было запечатлено стрелковое оружие и военная экипировка, а также воссозданные погоны времён башкирского войска. Во время мятежа комитетом было опубликовано сообщение в котором призывалось население городов Башкортостана эвакуироваться, так как было заявлено, что участники комитета «скоро начинают».
В ноябре 2022 года в составе ВСУ была создана рота «Башкорт», состоящая из уроженцев Республики Башкортостан. Заявленной целью роты также является обретение независимости Башкортостаном. В апреле 2023 года, после прохождения военной подготовки, рота вступила в бой. В состав роты входит группа аэроразведки, снайперская группа «Өрәк», и др. Они заявили, что собираются помочь Украине защитить независимость и восстановить территориальную целостность, чтобы в дальнейшем объединится с другими народами в совместной борьбе за независимость своих стран.
В декабре 2022 года в украинский парламент был внесён законопроект о признании независимости Республики Башкортостан. На данный момент законопроект находится в процессе рассмотрения.
В ноябре 2022 года в Риме прошёл форум, в котором принял участие Руслан Габбасов, выступавший как представитель башкирского народа. В январе 2023 года в Европарламенте прошёл форум, в котором принял участие Руслан Габбасов, представлявший башкир. В августе 2023 года Руслан Габбасов выступил в парламенте Японии, где также представлял башкир.
В марте 2023 года был создан Комитет башкирского национального движения за рубежом. Целью комитета стало объединение башкир за рубежом в интересах обретения независимости Башкортостаном.
В мае 2023 года экс-министр обороны Украины написал статью, в которой призвал башкир обратить внимание на бессмысленность их участия в войне в Украине. Также он отметил дискриминацию со стороны России в отношении башкир.
В сентябре 2023 года в составе ВСУ была создана Башкирская армия освобождения, интегрированная с Комитетом башкирского национального движения за рубежом. В заявлении о создании армии сказано, что создание армии необходимо для «защиты Республики Башкортостан и всего ее многонационального народа».

### Татарстан
30 августа 1990 года Верховный Совет Татарской АССР принял Декларацию о государственном суверенитете Республики Татарстан. В декларации, в отличие от некоторых союзных и почти всех других автономных российских (кроме Чечено-Ингушетии) республик, не было указано нахождение республики ни в составе РСФСР, ни СССР и было объявлено, что как суверенное государство и субъект международного права она заключает договоры и союзы с Россией и другими государствами. В ходе распада СССР и позже Татарстан с такой же формулировкой принял декларации и постановления об акте о независимости и вхождении в СНГ, провёл референдум, принял конституцию.
18 октября 1991 года было принято Постановление Верховного Совета об акте о государственной независимости Татарстана.
Осенью 1991 года, при подготовке к подписанию 9 декабря 1991 года Договора о создании ССГ как конфедеративного союза, Татарстан вновь объявил о желании самостоятельного вступления в ССГ.
26 декабря 1991 года, в связи с беловежским соглашением о прекращении существования СССР и об образовании СНГ, была принята Декларация о вхождении Татарстана в СНГ на правах учредителя.
21 марта 1992 года в Татарстане прошёл референдум о статусе Республики Татарстан. На вопрос: «Согласны ли Вы, что Республика Татарстан — суверенное государство, субъект международного права, строящее свои отношения с Российской Федерацией и другими республиками, государствами на основе равноправных договоров?» проголосовало положительно более половины граждан республики (61,4 %), принявших участие в голосовании.
Однако, до этого Постановлением Конституционного суда Российской Федерации от 13 марта 1992 года № 3-П были признаны не соответствующим Конституции РСФСР — Российской Федерации 1978 года ряд положений Декларации о государственном суверенитете Татарской ССР от 30 августа 1990 года, ограничивающие действие законов Российской Федерации на территории Республики Татарстан, а также постановление Верховного Совета Республики Татарстан от 21 февраля 1992 года «О проведении референдума Республики Татарстан по вопросу о государственном статусе Республики Татарстан» в части формулировки вопроса, предусматривающей, что Республика Татарстан является субъектом международного права и строит свои отношения с Российской Федерацией и другими республиками, государствами на основе равноправных договоров.
31 марта 1992 года Татарстан отказывается подписать Федеративный договор. 22 мая было принято Постановление Верховного Совета о статусе Татарстана как суверенного государства. 30 ноября 1992 года вводится новая Конституция Республики Татарстан, объявляющая его суверенным государством.
В декабре 1993 года в Татарстане объявлен бойкот всероссийского голосования 12 декабря 1993 года по проекту новой Конституции России. Голосование по проекту конституции России в Татарстане было признано не состоявшимся, поскольку в нём приняло участие менее 15 % избирателей. Большинство из них (74,84 %) проголосовало за принятие Конституции Российской Федерации, определяющей Татарстан как субъект Российской Федерации.
В заключённом 15 февраля 1994 года Договоре о взаимном делегировании полномочий с Российской Федерацией Татарстан объявлялся объединённым с Россией ассоциированным государством с конфедеративным статусом. В 2007 году договор был продлён на 10 лет, в 2017 году срок действия договора истёк
Татарский сепаратизм 1990-х и 2000-х годов основывался, в том числе, на факте взятия Казани войсками Ивана Грозного и последующей ликвидации Казанского ханства и подкреплялся лозунгами «Я помню 1552 год» и «Холокост татарского народа — 1552!».
В 2008 году правительство Татарстана в изгнании и Милли Меджлис татарского народа провозгласили независимость Татарстана после войны в Грузии. Однако это заявление было проигнорировано ООН.
Основными татарскими сепаратистскими движениями являются Всетатарский общественный центр, Правительство Татарстана в изгнании, Милли Меджлис татарского народа и партия Иттифак, которые легально действовали в Российской Федерации до их запрета в конце 2010-х годов.

### Финно-угорские республики
Современный финно-угорский сепаратизм в Удмуртии, Мордовии и Марий Эл появился в конце 1980 годов. В настоящие время поддержка местных культур была воспринята как сепаратизм из-за поддержки этих проектов Западом. А некоторые делегаты Всемирного конгресса финно-угорских народов поддержали идею независимых финно-угорских государств. Объединяющим международное движение финно-угорских народов институтом также является Международная молодёжная ассоциация финно-угорских народов (МАФУН), основанная 16 июня 1990 году, которая проводит свои национальные конгрессы раз в два года, пропагандирует идею «единого
финно-угорского мира». Суть её сводится к тому, что весь комплекс финно-угорских народов, проживающих на территории РФ, должен объединиться как минимум в некую ассоциацию, а как максимум — в одно огромное государство от Финляндии до Югры. Некоторые российские политологи считают, что западная поддержка этого движения — это инструмент давления, используемый Финляндией, Эстонией и Венгрией для пропаганды отделения финно-угорских народов от Российской Федерации.
В 2019 году удмуртский лингвист и активист Альберт Разин совершил самосожжение из-за новых законов России о родных языках. Он стал символом для сепаратистов и активистов Поволжья.
Стоит заметить, что сепаратисты в Мордовии отвергают идею существования мордовского этноса или нации, считая это «выдуманным колонизаторами термином для уничтожения культур эрзян и мокшан». Сепаратистское движение Эрзянский национальный конгресс также выдвинули притенении на территории соседних областей.

### Чувашия
Чувашский сепаратизм ориентируется на сохранение чувашского языка культуры и создание независимой Чувашской республики или Волжской Булгарии.

### Идель-Урал
Идея создания единой государственности на территориях, где мусульмане или составляют большинство, или хотя бы русские составляют меньшинство, появилась во время Гражданской войны с создания Штата Идель-Урал.
Основным движением современных сепаратистов сторонников единого Урало-Поволжья является движение «Свободный Идель-Урал», зарегистрированное в 2018 году в Киеве. Движение планирует создать многонациональную конфедерацию, включающую в себя 6 национальных республик Урало-Поволжья: Башкортостан, Марий Эл, Мордовия, Татарстан, Удмуртия и Чувашия.

## Сибирь и Дальний Восток

### Бурятия
Бурятский сепаратизм может относиться либо к идее независимого бурятского государства, либо к идее объединения Бурятии с Монголией.
Крупнейшим бурятским сепаратистским движением является фонд «Свободная Бурятия», который, хотя и не выступает за полную независимость, однако представлен на Форуме свободных народов пост-России. 10 марта 2023 года организация была внесена Минюстом РФ в реестр «иностранных агентов». 1 сентября 2023 года стало известно, что фонд объявили «нежелательной организацией» в России.
Владимир Хамутаев — бурятский диссидент, профессор, доктор исторических наук, эмигрировавший в США в 2015 году. Причиной эмиграции стало преследование властей после издания Владимиром книги «Присоединение Бурятии к России: история, право, политика», опровергающей миф о добровольном присоединении Бурят-Монголии к России. Российские власти объявили профессора сепаратистом и завели на него уголовное дело. Вместе с Владимиром Хамутаевым соосновательницей национального движения «Тусгаар Буряад-Монголия» («Независимость Бурят-Монголии», название Бурятии до 1958 года) стала Марина Ханхалаева. В 2023 году в качестве лидера движения Ханхалаева выступила в Европарламенте в рамках Форума свободных народов России: рассказала о насильственной христианизации бурятов, о подавлении национального сопротивления, коллективизации, репрессиях 30-х годов, уничтожении буддийских храмов, предметов культа и религиозных книг. Марина также упомянула об расформировании бурятских автономных округов, которые сейчас являются частью Иркутской области и Забайкальского края; рассказала о нынешнем бедственном положении бурятского языка и о расизме, от которого страдают буряты за пределами своей республики.

### Тыва
В 1992—1993 годах Народный фронт «Хостуг Тыва» («Свободная Тыва»), призывая к независимости Тывы и её выходу из состава России, спровоцировал столкновения с русским населением. В результате, по данным СМИ, из Тувы уехало более 20 тысяч русских.
В 1995 году этнограф В. И. Козлов отмечал:

Гораздо более острая ситуация сложилась в Тыве, территория которой (Урянхайский край) была присоединена к Советскому Союзу лишь в 1944 г. Национальное движение среди тывинцев, составляющих почти две трети местного населения, сразу приобрело сепаратистский и в значительной степени антирусский характер. Дело доходило даже до нападения тувинских вооружённых отрядов на русских поселенцев. Неудивительно, что многие русские покинули территорию Тывы, а те, кто остался, не чувствуют себя здесь в безопасности.
К концу 1990-х годов «Хостуг Тыва» и дочерняя Народная партия суверенной Тывы, выступавшая за экономическую обособленность Тывы от Российской Федерации, практически самораспустились. Конституция, принятая на референдуме 6 мая 2001 года, не содержала упоминаний о суверенитете республики и уравняла в правах русский и тувинский языки.

### Якутия
Якутский сепаратизм стремится к созданию независимого якутского государства. Основной причиной якутского сепаратизма является экономическая эксплуатация со стороны федерального правительства.
Главным сепаратистским движением является фонд «Свободная Якутия». Он выступает за деколонизацию, демилитаризацию и денацификацию России, а также за создание независимого, правового и демократического якутского государства. 16 июня 2023 года организация была внесена Министерством юстиции РФ в реестр "иностранных агентов".
Также стоит отметить «Движение за независимость Саха “Сопротивление”». Это движение также выступает за независимость Республики Саха и построение демократического государства. Кроме того, его представители готовятся к возможному силовому сопротивлению федеральным властям, если последние не признают независимость региона и введут войска.
Некоторые якутские сепаратисты считают, что полуостров Таймыр (часть территории бывшего Таймырского Долгано-Ненецкого автономного округа), посёлок Ессей (часть территории бывшего Эвенкийского автономного округа) и часть побережья Охотского моря должны стать частью якутского государства, так как до гражданской войны и основания ЯАССР входили в состав Якутской области, кроме того, коренные народы Республики Саха: саха(якуты), эвены, эвенки, юкагиры, долганы и чукчи жили там ещё до прихода русских казаков.
Якутия является регионом, чрезвычайно важным для Российской Федерации с точки зрения геополитики. Российский пропагандист Александр Дугин в своем опусе «Основы геополитики» пишет: «Якутия обладает таким стратегическим местонахождением, которое дает все предпосылки для превращения в самостоятельный регион, независимый от Москвы. Это обеспечивается и протяженной береговой линией, и меридиональной структурой территорий республики, и ее технической оторванностью от остальных сибирских регионов. При определенном стечении обстоятельств именно Якутия может стать основной базой атлантистской стратегии, отправляясь от которой талассократия реструктурирует тихоокеанский берег Евразии и попытается превратить его в классический rimland, подконтрольный „морскому могуществу“. Повышенное внимание атлантистов к тихоокеанскому ареалу и в высшей степени показательное выделение Макиндером Lenaland в особую категорию, а затем включение этой территории в зону rimland, в картах атлантистов Спикмена и Кирка свидетельствует о том, что при первом удобном случае слабо связанный с центром регион антиконтинентальные силы попытаются вывести из-под евразийского контроля». При этом Дугин обращает внимание на наличие в Якутии хоть и искусственной, но все-таки зафиксированной традиции политического сепаратизма.
Сепаратистские движения начались ещё с самого вхождения Якутии в состав Российского государства в 1632 году вплоть до 1684 года, так как, вопреки расхожему мнению, вхождение республики в состав России не было «мирным и добровольным», напротив, захват был очень кровавым, происходили насильственные действия: вплоть до вырезания и сжигания целых деревень. «Добровольное вхождение» является не более чем пропагандой и очередным актом переписывания истории со стороны России, впрочем, это является характерным для «присоединения» всех национальных республик и территорий в составе Российской Федерации. Новой вехой сепаратизма стало провозглашение независимой Якутской республики в феврале 1918 года во время гражданской войны, красные взяли контроль над городом Якутском уже 1 июля 1918 года, но восстания против советов продолжились в 1921-1924 годах, также в 1924-1925 годах на бывшем якутском береге охотского моря, коренные народы севера устроили Тунгусские восстания против жёсткой политики местных властей: закрытие портов для внешней торговли, ограничение внутренней торговли, прекращение импорта товаров с материка, конфискация оленей у частных владельцев, захват обширных пастбищ под новые промышленные здания и против отсоединения от республики Саха. Также и в советский период в регионе наблюдались достаточно активные сепаратистские тенденции. Так, по словам исследователя Валерия Яременко, «имеются данные о восстаниях якутов и ненцев, против которых в декабре 1942 г. применялась военная авиация. Дерзкие и весьма удачные налеты восставших вынудили власти создать специальный орган оперативного руководства по их ликвидации».
Существует также религиозная база для национал-сепаратистского движения Якутии. Еще в 90-х годах прошлого века некоторые представители местной интеллигенции (Л. Афанасьев, И. Уххана и др.) разработали доктрину якутского неоязычества. Так, в 1993 году возникла языческая община «Кут-Сюр», называемая «учением Айыы» и представляющая собой модернизированную якутскую версию общетюркской религии — тенгрианства. Причем местные язычники считают якутов «избранным народом», сохранившим истинную, изначальную веру. «… Мечты о высокой миссии якутов, которые должны вернуть тюркам всего мира истинную веру их предков — тенгрианство, не ограничиваются только тюркским миром. Иногда в их речах звучат надежды на то, что и русских, и Европу, и Америку когда-нибудь удастся вернуть на путь истинный…».
В свое время учение Айыы было введено Министерством образования Якутии в планы преподавания средних, средних специальных и высших учебных заведений. Колледж культуры, готовящий специалистов для Домов культуры, фактически превратился в центр подготовки специалистов по проведению языческих обрядов, молений и праздников.

### Республика Чалдония
Проект создания национальной республики сибирских старожилов (чалдонов), выдвигаемый некоторыми активистами с 2021 года, в отличие от сепаратистких движений, не настолько радикален и рассматривает возможность создания республики как субъекта РФ путём объединения некоторых сибирских территорий, где по их мнению, до сих пор живут потомки чалдонов. По этому проекту, гипотетически в республику могли бы войти практически весь нынешний Сибирский ФО, за исключением других национальных республик, а также включить туда Тюменскую область и Забайкальский край. Активисты выступают за признание чалдонов и сибирских старожилов вообще, коренными народами Сибири, также за поддержку и кодификацию чалдонского говора. Также привызают к признанию этноцида чалдонского народа в советские годы.
Участники движения утверждают, что в Сибири сформировался отдельный пласт населения — чалдоны (старожилы), чей жизненный уклад и мировоззрение существенно отличаются от поздних переселенцев. Цель движения — получение субъектом федерального устройства России, наделенного правом самостоятельно распоряжаться природными ресурсами, развиваться экономически и защищать уникальную культуру.
Чалдонские активисты занимаются любительскими этнографическими исследованиями и призывают к восстановлению исконных традиций и образу жизни старожилов, противопоставляя их пришлым переселенцам второй половины XIX — начала XX века.
Кроме того, чалдонские активисты отмечают, что само слово «Чалдония» не было выдумано, а не раз встречалось в литературных произведениях , посвящённых теме Сибири и жизни чалдонов, в частности, в книге Анатолия Черноусова «Чалдоны», где слово «Чалдония» есть в конце IX главы, «Прощай, Чалдония, прощай!».

## Северо-запад
Некоторые делегаты Всемирного конгресса финно-угорских народов поддержали идею независимый финно-угорских государств. Некоторые российские политологи считают, что «западная поддержка финно-угорских культур в России — это инструмент, используемый Финляндией, Эстонией и Венгрией для развала страны».

### Карелия
Карельский сепаратизм восходит к началу 1900-х годов с созданием Союза беломорских карел и Ухтинской Республики. Эта идея возродилась в 90-х и начале 2000-х годов из-за неофициального статуса карельского языка в Карелии и экономического кризиса в России. Первая попытка отколоться была в 1992 году, когда член Верховного Совета республики Сергей Попов предложил включить в повестку дня вопрос о возможности выхода Республики Карелия из состава Российской Федерации. Его поддержали 43 депутата из 109.
Попытавшийся провести референдум о присоединении приграничных районов Республики Карелии к Финляндии предприниматель Вячеслав Дрезнер был обвинён российским судом в экстремистской деятельности и, впоследствии, приговорён к штрафу в размере 100 тысяч рублей. Также по городам и сёлам распространялись листовки с призывами о проведении референдума об отделении от России.
27 ноября 2015 года городской суд Петрозаводска за призывы к сепаратизму приговорил депутата города Суоярви Владимира Заваркина к штрафу в размере 30 тысяч рублей.
В настоящее время самой крупной организацией карельских националистов является Карельское национальное движение.
В Республике прошли аресты, связанные с сепаратизмом в 2022 году.
В мае 2024 года Минюст России признал движение и/или организацию «ККК - Stop Occupation of Karelia» нежелательными.

### Коми
Сепаратизм в Коми в первую очередь направлен на сохранение культуры, языка и местной экологии. Многие культурные и языковые движения были объявлены властями сепаратистским, а некоторые из их членов арестованы. Так в 2023 году задержали коми-активиста, участника «Карельского национального движения» и студента Северного (Арктического) Федерального университета Никиту Голдина, позже он вынужденно покинул Россию.
Некоторых представителей правительства Республики Коми обвиняли в сепаратизме за тесные отношения с Финляндией, Эстонией и Венгрией.
Вепсия
Национальная волость в составе Республики Карелия, населенная финно-угорским народом вепсами.

## Юг России

### Калмыкия
Калмыцкий сепаратизм добивается создания независимого калмыцкого государства и присоединения Астраханской области . Крупнейшее движение — Съезд Ойратско-калмыцкого народа.

## Казачий сепаратизм
Казачий сепаратизм добивается создания независимых государств на территории Ростовской, Волгоградской, Саратовской, Оренбургской, Астраханской, Челябинской областей, Краснодарского и Ставропольского краях, а также Республики Адыгея как части Кубани, либо же создание единого казачьего государства
Из-за развития казачества на территории Краснодарского края и Ростовской области стали появляться движения за широкую автономию и независимость регионов.
Донская казачья республика была провозглашена осенью 1991 года и вошла в состав Союза казачьих республик юга России, который планировал стать одной из союзных республик. В марте 1993 года казаки Дона утвердили акт о преобразовании Ростовской области в государственно-территориальное образование.

## Русский сепаратизм
Против «великодержавия» и имперской идеи, ассоциируемых с «Евразийским проектом», выступал праворадикальный политический деятель Алексей Широпаев. Он высказывал сомнения в единстве русского народа и рассматривает его как конгломерат субэтносов, различающихся как психологически, так и физиологически. По этой причине он выступает сторонником русского сепаратизма, полагая, что в нескольких небольших русских по составу государствах будет легче отстаивать интересы русских, чем в большой многонациональной империи. Широпаев заявляет об идее разделения России на семь русских республик и превращении её в «федеративное содружество наций». Вместе с другим праворадикальным деятелем Ильёй Лазаренко Широпаев утверждал, что проект «российской нации» провалился, поскольку в приоритете у населения России сохраняется этничность. С этими идеями Лазаренко и Широпаев выступали на Десятых Старовойтовских чтениях 22 ноября 2013 года в Высшей школе экономики в Москве. Центральный федеральный округ Широпаев предложил преобразовать в Республику Залесская Русь и формировать в ней «залесское самосознание». Лазаренко руководит движением «Залесская Русь».

## Территориальный сепаратизм

### Ленинградская область
Помимо ингерманладских регионалистов, в Ленинградской области также существовали неоязыческие идеи Виктора Безверхого в 1970-х и 80-х годах, который выступал за «возрождение» Ингерманландии, и сепаратистские движения, такие как «Свободная Ингрия» и «Ингрия без границ», также в сепаратизме упрекали Ингерманландскую национально-культурную автономию. Несмотря на то, что название Ингрия связано с ингерманландцами, большинство сторонников идеи независимости являются русскими. Это вызвало конфликт между представителями финно-угорского народа и «Свободной Ингрией».

### Урал
Помимо уральских областников существует несколько движений за независимость Урала, но политологи считают, что как у современных уральских сепаратистов, так и регионалистов нет единой большой структуры, которая объединяла бы более мелкие движения. Местная элита имеет гораздо меньше влияния на федеральную власть, чем республиканская, что препятствует росту сепаратизма в регионе.

### Сибирь
Фактически идеи сибирского сепаратизма начали появляться из идей сибирского областничества после публикации воззваний «К патриотам Сибири» Николая Ядринцева, одного из основоположников сибирского областничества.
Современный сибирский сепаратизм начался в конце 80-х годов, когда в мае 1990 года студенты Томского университета попытались создать политическую партию за независимость Сибири. Сибирский сепаратизм был особенно распространен среди анархистов, особенно анархо-синдикалистов. Томск был центром сибирского сепаратизма, тогда как движения в Новосибирске и Омске были больше ориентированы на автономию. Идею независимой Сибири поддержала интеллигенция и часть рабочих, затронутых приватизацией.
В 1991 г. была создана партия «Сибирская независимость», но она была распущена в 1993 г., не получив достаточной поддержки.
Сибирский сепаратизм становится угрозой только в период кризиса, так как у большинства сибиряков нет своей национальной идентичности, в ходе опроса, проведенного в Омске в 2010 году, более 70 % респондентов считали сибиряков и русских одним и тем же народом.

#### Опросы
| Поддержка автономии | Поддержка автономии | Поддержка автономии | Поддержка независимости в поздние 1990 года | Поддержка независимости в поздние 1990 года | Поддержка независимости в поздние 1990 года | Поддержка независимости в поздние 1990 года |
| Регион              | Ранний 1993         | Поздний 1993        | Регион                                      | Да                                          | Нет                                         | Нет определился                             |
| ------------------- | ------------------- | ------------------- | ------------------------------------------- | ------------------------------------------- | ------------------------------------------- | ------------------------------------------- |
| Новосибирск         | 20 %                | 12 %                | Новосибирская область                       | 1/3                                         | 1/3                                         | 1/3                                         |
| Новосибирск         | 20 %                | 12 %                | Кемеровская область                         | 46 %                                        | 1/3                                         | 1/5                                         |
| [ 12 ]              |                     |                     |                                             |                                             |                                             |                                             |

### Дальний Восток
Помимо дальневосточных регионалистов существовали и сепаратисты. С весны 1992 года часть дальневосточной элиты встала на позиции откровенного дальневосточного сепаратизма и в качестве прецедента откровенно обсуждала существовавшее с апреля 1920 года по ноябрь 1922 года государство. Уже в середине 1990-х годов выдвигались реальные предложения создания и объединения в новую Дальневосточную Республику. В частности, призывал к этому политик Виктор Ишаев, который был губернатором Хабаровского края на протяжении 17 лет. По данным «Независимой газеты», тенденция сепаратизма сильнее всего в приморских городах (например, во Владивостоке и Мурманске). В январе — феврале 2009 года начавшиеся сначала по чисто экономическим причинам митинги жителей Дальнего Востока привели к появлению идеи независимой от РФ Дальневосточной республики (ДВР).

## Ирредентизм
В России проживают много народов родственных или идентичных титульным этносам соседних стран. В некоторых регионах России и соседних странах высказываются ирредентистские идеи о воссоединении разделённых народов.
В Бурятии и двух бывших бурятских автономных округах высказываются идеи вхождения в состав Монголии в рамках идеи панмонголизма.
В Казахстане в националистической среде часто звучат требования к возврату Оренбурга (бывшем столицей Казахской (тогда — Киргизской) ССР в 1920 году) и южной части Омской области и Астраханской области.
В Финляндии и Карелии у части населения популярны идеи объединения Финляндии и Карелии в рамках Великой Финляндии.

## Геополитические коридоры
1. Адыгейский (Черкесский) — находится на территории Краснодарского края и отделяет Республику Адыгея от Грузии и Карачаево-Черкесской Республики.
2. Астраханский — находится на территории Астраханской области и отделяет Республику Калмыкия от Казахстана.
3. Кувандыкский — находится на территории Оренбургской области и отделяет Республику Башкортостан и другие 5 национальных республик Приволжского федерального округа от Казахстана.
4. Кудымкарский — находится на территории Пермского края и отделяет Республику Коми от Удмуртской Республики и других 5 национальных республик Приволжского федерального округа.
5. Ненецкий — находится на территории Ненецкого Автономного Округа и отделяет Республику Коми от доступа к Мировому океану.
6. Бодайбинский — находится на территории Иркутской области и отделяет Республику Саха от Республики Бурятия.

## Влияние российско-украинской войны

### Непризнанные территории
По состоянию на 2023 год, согласно Конституции, в состав России входят шесть субъектов Федерации, аннексия которых (в 2014 и 2022 годах) не получила международного признания. Согласно российскому законодательству, высказывания которые формируют «негативное отношение к действиям России в Крыму в 2014 году» и «представления, что территория Крыма присоединена к России незаконно» являются призывами к сепаратизму. На конец 2017 года как минимум 10 человек были осуждены за «призывы к нарушению территориальной целостности», как минимум шесть из них — за высказывания об аннексии Крыма. В 2020 году в России приняли закон, предусматривающий наказание за призывы к отчуждению российских территорий. Эта практика может применяться по отношению к территориям Украины, аннексированным после вторжения России на Украину. По мнению медиаюриста Сергея Маркова, призывы к отделению регионов, отрицание включения новых субъектов в состав России, может иметь признаки «Антироссийского сепаратистского движения». Теоретически власти РФ могут начать наказывать граждан даже за обороты со словом «оккупированный» и «аннексированный», по отношению к регионам востока и юга Украины.

### Формирование добровольческих батальонов
Создание добровольческих частей по национальному и региональному принципу для вторжения России на Украину (с 2022 года) раскритиковали некоторые русские националисты, поддержавшие войну. Например, публицист Егор Холмогоров считает, что создание национальных именных соединений — это инициатива с сепаратистским характером: «Очень опасное начинание. […] Части со специфической этнотерриториальной идентичностью могут стать основой местной армии, если возникнет соответствующая политическая ситуация». Автор, которого цитировал Холмогоров, привёл исторический пример Украинского корпуса генерала Скоропадского, который создали в 1917 году для участия в Первой мировой войне. После прихода к власти большевиков он стал основой армии Украинской Центральной рады.

## Юридические аспекты
В декабре 2013 года Госдума приняла законопроект КПРФ о введении уголовной ответственности за публичные призывы к разделению России. Наказание за нарушение закона — штраф в размере до 300 тысяч рублей, обязательные работы на срок до 300 часов или лишение свободы на срок до трёх лет или пяти лет (если призывы осуществлялись с использованием интернета).
4 июля 2020 года вступили в силу поправки к Конституции России, одна из них — поправка о защите суверенитета и территориальной целостности (часть 2.1 статьи 67 Конституции) — не допускает отчуждение территорий и призывы к ним. По данным BBC, необходимость признать «сепаратистское движение» экстремистским могло возникнуть у властей России из-за того, что в 2024 году государству не хватает мер для воздействия на тех, кого оно считает «сепаратистами».
7 июня 2024 года Верховный суд РФ удовлетворил иск Минюста о признании «Антироссийского сепаратистского движения» (и его дочерних структур) экстремистской организацией и запрете её.
В 2024 году в различных регионах при губернаторах стали создаваться «штабы по предотвращению угроз возникновения и распространения сепаратизма, национализма, массовых беспорядков и совершения преступлений экстремистской направленности». Пока достоверно известно о трех случаях — в Республике Бурятия, в Воронежской и Орловской областях.

### Виды штрафов и уголовного наказания за сепаратизм и призывы к нему
8 декабря 2020 года президент России Владимир Путин подписал законы о внесении изменений в Кодекс об административных правонарушениях (КоАП) и Уголовный кодекс (УК) РФ, которые касаются ответственности за сепаратизм и призывы к нему.
Принятые поправки предусматривают, что ст. 280.1 УК (публичные призывы к осуществлению действий, направленных на нарушение территориальной целостности РФ) дополняется механизмом административной преюдиции: при первом нарушении в течение одного года ответственность будет следовать по новой статье КоАП 20.3.2 с тем же названием. Ч. 1 этой административной статьи будет предусматривать штраф в размере от 30 до 60 тысяч рублей для граждан, от 60 до 100 тысяч рублей для должностных лиц и от 200 до 300 тысяч рублей для юридических лиц. Ч. 2 ст. 20.3.2 будет карать за действия, совершённые с использованием СМИ или интернета, штрафом в размере от 70 до 100 тысяч рублей для граждан, от 100 до 200 тысяч рублей для должностных лиц и от 300 до 500 тысяч рублей для юридических лиц. Закон предусматривает, что за распространение запрещённых сепаратистских материалов должна следовать ответственность именно по ст. 20.3.2, а не по ст. 20.29 КоАП о распространении экстремистских материалов. Срок давности привлечения к ответственности по ст. 20.3.2 составит год с момента совершения правонарушения. При этом один из видов санкций по ч. 1 уголовной ст. 280.1 ужесточается: штраф по ней составит от 200 до 400 тысяч рублей.
Кроме того, в УК вводится ст. 280.2 (нарушение территориальной целостности РФ), карающая за «отчуждение части территории Российской Федерации или иные действия (за исключением делимитации, демаркации, редемаркации государственной границы Российской Федерации с сопредельными государствами), направленные на нарушение территориальной целостности Российской Федерации» при отсутствии признаков преступлений, подпадающих под ст. 279 и 280.1 УК, предусматривает наказание только в виде лишения свободы на срок от шести до десяти лет. Дела по этой статье будут рассматривать коллегии из трёх судей в судах субъектов федерации.